# Colin Salmon
Colin Salmon (Luton, Bedfordshire; 6 de diciembre de 1962) es un actor inglés, más conocido por haber interpretado a Charles Robinson en tres películas de James Bond.

## Biografía
Salmon es hijo de Sylvia Ivy Brudenell Salmon, una enfermera; tiene una hermana llamada Trudie.
En junio de 1988 se casó con Fiona Hawthorne, la pareja tiene cuatro hijos Sasha, Rudi, Eden y Ben Salmon.
Es muy buen amigo del actor Samuel L. Jackson.

## Carrera
En algunas producciones de teatro en las que ha participado han sido "After Darwin", "Buddy", "All or Nothing at All", "Head in the Machine" y "Ariande". También ha dirigido la obra "Blues Man" para el Festival Young Writer's en el teatro London's Royal Court.
En 1992 hizo su debut cuando interpretó al sargento Robert Oswald en la miniserie británica Prime Suspect 2.
Entre 1997 y 2002 interpretó al jefe de equipo del MI6 Charles Robinson en tres películas del agente 007: James Bond, El mañana nunca muere, The World Is Not Enough y en Die Another Day.
En el 2002 interpretó al sargento y militar James "One" Shade en la película Resident Evil, su personaje murió después de que Red Queen activara su láser que terminó cortando en pedazos a One y otros cuatro comandos. Ese mismo año apareció en la miniserie Dinotopia donde interpretó a Oonu, el líder del escuadrón de Skybax.
En el 2003 interpretó al oficial y superintendente Nathaniel Johnson en la serie Keen Eddie hasta el final de la serie en el 2004. Interpretó a Maxwell Stafford en la película Alien vs. Depredador dirigida por Paul W. S. Anderson.
Entre el 2004 y el 2005 interpretó a David Tyrel en la serie Hex. En el 2006 apareció en las series Little Miss Jocelyn y en Bad Girls donde interpretó al médico oficial Rowan Dunlop.
En el 2007 apareció en la temporada final de la serie Secret Diary of a Call Girl donde interpretó a Mitchell, un cliente de la trabajadora sexual Hannah "Belle" Baxter (Billie Piper). 
Entre el 2008 y el 2009 apareció como invitado en dos episodios de la serie The No. 1 Ladies Detective Agency donde interpretó a Note Makoti. Ese mismo año interpretó al doctor Moon en dos episodios de la cuarta temporada de la serie de ciencia ficción Doctor Who. También interpretó a Kerr Avon en la serie para audio Blake's 7.
Interpretó al activista Hakim Jamal en la película The Bank Job protagonizada por Jason Statham.
En el 2009 dio vida al abogado Doug Green en dos episodios de la serie Law & Order: UK la versión británica de la exitosa serie Law & Order. Ese mismo año interpretó en tres episodios al agente 007 en la segunda temporada del programa The Omid Djalili Show y apareció en la serie Merlín.
En el 2010 apareció en el thriller británico Exam dirigido por Stuart Hazeldine. Ese mismo año apareció en las exitosas series británicas Strike Back donde interpretó al funcionario público James Middleton y en la famosa serie Spooks donde interpretó al enlace de la CIA en Londres Alton Beecher.
En el 2011 apareció como personaje recurrente en la serie interpretó Single Ladies donde interpretó a Jerry Watersen.
En el 2012 interpretó de nuevo a James "One" Shade ahora en la quinta entrega de la película Resident Evil llamada, Resident Evil 5: La Venganza y a Walter Steele en la serie de televisión Arrow.
En el 2014 se unió al elenco recurrente de la exitosa serie norteamericana 24: Live Another Day donde interpretará al general Coburn, hombre inteligente, potente y muy leal.
En mayo del mismo año se anunció que aparecería en la segunda temporada de la serie The Musketeers donde dará vida a Tariq, un misterioso hombre que huye de España. La segunda temporada fue estrenada en el 2015.
A finales de julio del 2015 se anunció que se había unido al elenco de la nueva serie Limitless donde dará vida a Jared Sands, un exagente de inteligencia.

## Filmografía Seleccionada

### Películas
| Año  | Título                          | Personaje         | Notas                                                                                                   |
| ---- | ------------------------------- | ----------------- | --- |
| 2022 | Prey for the Devil              | Padre Quinn       | |
| 2018 | Máquinas mortales               |                   | |
| 2015 | London Has Fallen               | -                 | junto a Gerard Butler, Morgan Freeman, Angela Bassett, Aaron Eckhart, Radha Mitchell & Melissa Leo      |
| 2015 | Meet Pursuit Delange: The Movie | Arcángel Gabriel  | junto a Stephanie Leonidas, Jason Flemyng, Meredith Ostrom, Larry Lamb, Peter Bowles & Tom Chambers     |
| 2015 | The Rapture                     | Jean-Paul         | junto a Jaime Murray, Danny Dyer, Billy Murray, Philip Davis, Martin Kemp & Gary Kemp                   |
| 2013 | Little Favour                   | James             | corto - junto a Benedict Cumberbatch, Nina Friis, Jack Goldenberg, Bobby Holland Hanton & Liam Loughrey |
| 2013 | Rita                            | Colin Paige       | junto a Anna Gunn, Rhys Wakefield, Josh Hamilton & Emily Head                                           |
| 2012 | One Square Mile: London         | Max               | corto - junto a Terence Stamp & Craig Henderson                                                         |
| 2012 | Resident Evil: Retribution      | James "One" Shade | junto a Milla Jovovich, Sienna Guillory, Michelle Rodriguez & Oded Fehr                                 |
| 2011 | There She Goes                  | David             | corto - junto a Stephen Wight & Eloise Joseph                                                           |
| 2011 | How to Stop Being a Loser       | Dr. Leaner        | junto a Richard E. Grant & Gemma Atkinson                                                               |
| 2011 | Moving Target                   | Ralph             | junto a Steven Berkoff & Meredith Ostrom                                                                |
| 2011 | High Chicago                    | Sam               | junto a Karen LeBlanc & Dylan Smith                                                                     |
| 2010 | Devil's Playground              | Peter White       | junto a Jaime Murray, Danny Dyer & MyAnna Buring                                                        |
| 2009 | Annihilation Earth              | Raja Rahim Bashir | junto a Luke Goss & Marina Sirtis                                                                       |
| 2009 | Exam                            | El Supervisor     | junto a Chukwudi Iwuji, Luke Mably & Jimi Mistry                                                        |
| 2009 | Blood: The Last Vampire         | Stephen Templeton | junto a Gianna Jun, Liam Cunningham, Allison Miller & Larry Lamb                                        |
| 2008 | Punisher: War Zone              | Paul Budiansky    | junto a Ray Stevenson & Dominic West                                                                    |
| 2008 | Clubbed                         | Louis             | junto a Mel Raido, Scot Williams & Natalie Gumede                                                       |
| 2008 | The Bank Job                    | Hakim Jamal       | junto a Jason Statham, Saffron Burrows, Stephen Campbell Moore & Hattie Morahan                         |
| 2005 | Match Point                     | Doug Greer        | junto a Jonathan Rhys Meyers, Emily Mortimer, Scarlett Johansson, Matthew Goode & Ewen Bremner          |
| 2004 | Alien vs. Depredador            | Maxwell Stafford  | junto a Sanaa Lathan, Raoul Bova, Lance Henriksen & Ewen Bremner                                        |
| 2003 | The Statement                   | Padre Patrice     | junto a Michael Caine & Tilda Swinton                                                                   |
| 2002 | Die Another Day                 | Charles Robinson  | junto a Pierce Brosnan, Halle Berry, Rosamund Pike & Toby Stephens                                      |
| 2002 | Resident Evil                   | James "One" Shade | junto a Milla Jovovich, Michelle Rodriguez, Eric Mabius & James Purefoy                                 |
| 2001 | My Kingdom                      | Chair             | junto a Richard Harris, Lynn Redgrave & Jimi Mistry                                                     |
| 1999 | The World Is Not Enough         | Charles Robinson  | junto a Pierce Brosnan, Denise Richards, Sophie Marceau & Judi Dench                                    |
| 1998 | The Wisdome of Crocodiles       | Martin            | junto a Jude Law, Timothy Spall & Jack Davenport                                                        |
| 1997 | El mañana nunca muere           | Charles Robinson  | junto a Pierce Brosnan, Michelle Yeoh, Teri Hatcher & Judi Dench                                        |
| 1994 | Captives                        | Towler            | junto a Julia Ormond, Tim Roth & Keith Allen                                                            |

### Series de televisión
| Año              | Título                                           | Personaje                    | Notas                                                           |
| ---------------- | ------------------------------------------------ | ---------------------------- | --------------------------------------------------------------- |
| 2015 - 2016      | Limitless                                        | Jared Sands                  | 7 episodios                                                     |
| 2010, 2012, 2016 | The Increasingly Poor Decisions of Todd Margaret | Hudson Bear                  | 6 episodios                                                     |
| 2015             | Master of None                                   | Colin                        | episodio "The Other Man"                                        |
| 2015             | No Offence                                       | Det. Supt. Darren Maclaren   | 8 episodios                                                     |
| 2015             | A.D. The Bible Continues                         | Gabra, el Etíope             | 3 episodios                                                     |
| 2015             | The Musketeers                                   | Tariq                        | episodio "The Good Traitor"                                     |
| 2012 - 2014      | Some Girls                                       | Rob Bennett                  | 11 episodios                                                    |
| 2014             | 24: Live Another Day                             | General Coburn               | 7 episodios                                                     |
| 2012 - 2014      | Arrow                                            | Walter Steele                | 14 episodios                                                    |
| 2009, 2011, 2014 | Law & Order: UK                                  | Doug Greer                   | 4 episodios                                                     |
| 2013             | NTSF:SD:SUV                                      | Graham                       | episodio "U-KO'ed"                                              |
| 2011, 2012       | Single Ladies                                    | Jerry Waters                 | 7 episodios                                                     |
| 2011             | Death in Paradise                                | Vincent Carter/León Hamilton | episodio # 1.5                                                  |
| 2010             | Spooks                                           | Alton Beecher                | 2 episodios                                                     |
| 2010             | The Increasingly Poor Decisions of Todd Margaret | Hudson                       | 3 episodios                                                     |
| 2010             | Strike Back                                      | James Middleton              | 4 episodios                                                     |
| 2009             | Merlín                                           | Aglain                       | episodio "The Nightmare Begins"                                 |
| 2009             | Law & Order: UK                                  | Doug Greer                   | 2 episodios                                                     |
| 2008             | Doctor Who                                       | Dr. Moon                     | episodios: Silencio en la biblioteca & El bosque de los muertos |
| 2007             | Party Animals                                    | Stephen Templeton            | 6 episodios                                                     |
| 2006             | Bad Girls                                        | Dr. Rowan Dunlop             | 9 episodios                                                     |
| 2004 - 2005      | Hex                                              | David Tyrel                  | 6 episodios                                                     |
| 2005             | Sea of Souls                                     | Peter Locke                  | 2 episodios                                                     |
| 2004             | Trial & Retribution                              | Colin Thorpe                 | 2 episodios                                                     |
| 2003 - 2004      | Keen Eddie                                       | Supt. Nathanial Johnson      | 13 episodios                                                    |
| 2002             | Dinotopia                                        | Oonu                         | miniserie - 3 episodios                                         |
| 1996             | Silent Witness                                   | Sebastian Bird               | 2 episodios                                                     |
| 1995             | Shine on Harvey Moon                             | Noah Hawksley                | 12 episodios                                                    |
| 1994             | Soldier Soldier                                  | Col. Sgt. Dennis Ryan        | 2 episodios                                                     |
| 1992             | Prime Suspect 2                                  | Sargento Robert Oswalde      | miniserie - junto a Helen Mirren                                |

### Videojuegos
| Año  | Título                 | Personaje            | Notas                           |
| ---- | ---------------------- | -------------------- | ------------------------------- |
| 2007 | CR: Alien vs. Predator | Maxwell Stafford     | prestó su voz para el personaje |
| 2004 | Headhunter: Redemption | Personaje Secundario | prestó su voz para el personaje |

### Escritor
| Año  | Título                           | Notas    |
| ---- | -------------------------------- | -------- |
| 2010 | Abraham Lincoln: Saint or Sinner | escritor |